# Autobahnkreuz Speyer
Das Autobahnkreuz Speyer (Abkürzung: AK Speyer oder AS Speyer; Kurz: Kreuz Speyer) ist ein Autobahnkreuz in Rheinland-Pfalz. Hier kreuzen sich die Bundesautobahn 61 und die Bundesstraße 9.

## Geographie
Das Autobahnkreuz Speyer liegt etwa 3 Kilometer nördlich des Stadtzentrums von Speyer.

## Bauform und Ausbauzustand
Das Autobahnkreuz Speyer ist als Kleeblatt angelegt. Sowohl die Bundesautobahn 61 als auch die Bundesstraße 9 sind vierspurig ausgebaut.

## Verkehrsaufkommen
Das Verkehrsaufkommen betrug im Jahr 2015 zwischen dem Autobahnkreuz und der Landesgrenze zwischen Rheinland-Pfalz und Baden-Württemberg 53.700 Fahrzeuge am Tag; der Anteil des Schwerlastverkehrs betrug 18,2 %.